# Nathan Earle
Nathan Earle   (Hobart, 4 de juny de 1988) és un ciclista australià professional des del 2008 i actualment militant a l'equip Team Ukyo.

## Palmarès
- 2007
  - 1r al Mersey Valley Tour i vencedor de 2 etapes
- 2009
  - 1r al Baw Baw Classic
- 2010
  - 1r al Baw Baw Classic
  - 1r a la Grafton to Inverell Classic
  - Vencedor d'una etapa al Tour de Toowoomba
- 2011
  - Vencedor de 3 etapes al New Zealand Cycle Classic
- 2012
  - 1r al Baw Baw Classic
  - Vencedor de 2 etapes al Tour de Borneo
  - Vencedor d'una etapa al Mersey Valley Tour
- 2013
  - 1r al New Zealand Cycle Classic i vencedor de 2 etapes
  - 1r al Tour de Toowoomba i vencedor d'una etapa
  - 1r al National Capital Tour i vencedor de 2 etapes
  - 1r al North Western Tour i vencedor d'una etapa
  - Vencedor d'una etapa a la Herald Sun Tour
  - Vencedor d'una etapa al Tour de Taiwan
  - Vencedor d'una etapa al Tour de Perth
  - Vencedor d'una etapa a la Volta al Japó
- 2017
  - 1r al Tour de Lombok i vencedor de 2 etapes
- 2022
  - 1r a la Volta al Japó i vencedor d'una etapa
  - 1r al Tour de Kumano
  - Vencedor d'una etapa al Tour de Tailàndia
- 2023
  - 1r a la Volta al Japó i vencedor d'una etapa